# Заглибоцька
Заглибо́цька (рос. Заглубоцкая) — присілок у складі Нюксенського району Вологодської області, Росія. Входить до складу Городищенського сільського поселення.

## Населення
Населення — 11 осіб (2010; 9 у 2002).
Національний склад (станом на 2002 рік):
- росіяни — 100 %